# Uverworld
UVERworld (ウーバーワールド Ūbāwārudo?) es una banda de rock fusión, J-Mix, que a su vez es catalogada como una banda sin estilo definido; mezclando el rock, pop, algunas influencias de música electrónica, R&B y beatboxing. Actualmente es una de las bandas de J-rock más popular e influyente de Japón. Están firmados con la discográfica Sony Music Japan, gr8! Records.

## Historia
La actual banda UVERworld se creó en 2000 bajo el nombre de Sound Goku Road (Sangoku Road), formada por siete miembros:  Ace∞trigger (vocalista), Akira (Guitarra 1), Katsuya (Guitarra 2), Shintarou (Batería), Nobuto (Bajo), Seika (Saxofón) y Ryohei (Supuesto vocalista). Lanzaron un CD demo llamado PRIME '03, del cual se vendieron 3.000 copias. Más tarde, Seika tuvo que dejar el grupo por motivos personales y Ryohei se casó, abandonado el grupo también previamente a sacar el demo y a la salida de Seika. Quedando cinco miembros, Ace∞trigger se cambió el seudónimo a TAKUYA∞ y la banda pasó a llamarse UVERworld como idea de Akira.
En julio de 2005 ganaron reconocimiento con «D-tecnoLife», canción elegida para el segundo tema de apertura de la serie Bleach. En ese año, fueron el único grupo que en sus 2 sencillos se quedaron en el TOP5 del Oricon. Más adelante, «Colors of the Heart» fue elegida para el tercer tema de apertura de la serie Blood+, Y después el sencillo «Gekidou» fue escogido para ser el cuarto tema de apertura de D.Gray-man. En el año 2008 «Hakanaku mo towa no kanashi» se utilizó para el primer opening de la segunda temporada de la serie Mobile Suit Gundam 00. 
El 18 de febrero de 2009, la banda lanzó su cuarto álbum titulado Awakeve, que vendió alrededor de 115 000 copias la primera semana de lanzamiento, alcanzando posicionarse en el segundo lugar del Oricon. Su DVD grabado en vivo desde el Nippon Budokan se lanzó el 29 de abril del mismo año.

## Integrantes
1. TAKUYA∞ (Takuya Shimizu): Vocal, compositor. (21/12/1979, Osaka)
2. Katsuya (Katsuya Shiratori): Líder, guitarrista. (22/02/1980, Shiga)
3. Akira (Akira Saionji): Segundo guitarrista. (08/03/1984, Shiga)
4. Nobuto (Nobuto Kuwahara): Bajista. (14/02/1980, Shiga)
5. Shintaro (Shintaro Tamaki): Batería. (05/11/1983, Shiga)
6. Seika: DJ, saxofonista. (Shiga; 25 de septiembre de 1979) El 26 de marzo de 2014 se anunció su puesto oficial en UVERworld.

## Discografía

### Sencillos
| N.º | Lanzamiento      | Lanzamiento | Lanzamiento                                                                               | Álbum        |
| N.º | Fecha            | Año         | Sencillo                                                                                  | Álbum        |
| --- | ---------------- | ----------- | ----------------------------------------------------------------------------------------- | ------------ |
| 1   | 6 de julio       | 2005        | D-tecnoLife                                                                               | Timeless     |
| 2   | 26 de octubre    | 2005        | CHANCE!                                                                                   | Timeless     |
| 3   | 25 de enero      | 2006        | Just Melody                                                                               | Timeless     |
| 4   | 17 de mayo       | 2006        | Colors of the Heart                                                                       | Bugright     |
| 5   | 2 de agosto      | 2006        | Shamrock                                                                                  | Bugright     |
| 6   | 15 de noviembre  | 2006        | Kimi no Suki na Uta (君の好きなうた?)                                                     | Bugright     |
| 7   | 30 de mayo       | 2007        | endscape                                                                                  | Proglution   |
| 8   | 8 de agosto      | 2007        | Shaka Beach ~Laka Laka La~ (シャカビーチ〜Laka Laka La〜?)                                | Proglution   |
| 9   | 14 de noviembre  | 2007        | Ukiyo CROSSING (浮世CROSSING?)                                                            | Proglution   |
| 10  | 11 de junio      | 2008        | Gekidou / Just break the limit! (激動/Just break the limit!?)                             | Awakeve      |
| 11  | 10 de septiembre | 2008        | Koishikute (恋いしくて?)                                                                  | Awakeve      |
| 12  | 10 de noviembre  | 2008        | Hakanaku mo Towa no Kanashi (儚くも永久のカナシ?)                                         | Awakeve      |
| 13  | 5 de agosto      | 2009        | GO-ON                                                                                     | Last         |
| 14  | 28 de octubre    | 2009        | Kanashimi wa kitto (哀しみはきっと?)                                                      | Last         |
| 15  | 31 de marzo      | 2010        | GOLD                                                                                      | Last         |
| 16  | 15 de septiembre | 2010        | Qualia (クオリア?)                                                                        | Life 6 Sense |
| 17  | 27 de noviembre  | 2010        | NO.1                                                                                      | Life 6 Sense |
| 18  | 6 de abril       | 2011        | MONDO PIECE                                                                               | Life 6 Sense |
| 19  | 11 de mayo       | 2011        | CORE PRIDE                                                                                | Life 6 Sense |
| 20  | 14 de diciembre  | 2011        | BABY BORN&GO / KINJITO                                                                    | THE ONE      |
| 21  | 28 de marzo      | 2012        | 7th Trigger                                                                               | THE ONE      |
| 22  | 29 de agosto     | 2012        | THE OVER                                                                                  | THE ONE      |
| 23  | 26 de diciembre  | 2012        | REVERSI                                                                                   | THE ONE      |
| 24  | 14 de agosto     | 2013        | Fight For Liberty / Wizard CLUB                                                           | Ø Choir      |
| 25  | 18 de diciembre  | 2013        | Nano Second (ナノ・セカンド?)                                                             | Ø Choir      |
| 26  | 18 de junio      | 2014        | Nanokame no ketsui (7日目の決意?)                                                         | Ø Choir      |
| 27  | 27 de mayo       | 2015        | Boku no Kotoba dewa Nai, Kore wa Bokutachi no Kotoba (僕の言葉ではない これは僕達の言葉?) | TYCOON       |
| 28  | 26 de agosto     | 2015        | I LOVE THE WORLD                                                                          | TYCOON       |
| 29  | 27 de julio      | 2016        | WE ARE GO / ALL ALONE                                                                     | TYCOON       |
| 30  | 30 de enero      | 2017        | Itteki no Eikyō (一滴の影響?)                                                             | TYCOON       |
| 31  | 12 de julio      | 2017        | DECIDED                                                                                   | TYCOON       |
| 32  | 2 de mayo        | 2018        | ODD FUTURE                                                                                | UNSER        |
| 33  | 7 de noviembre   | 2018        | GOOD and EVIL /EDENへ                                                                     | UNSER        |
| 34  | 27 de febrero    | 2019        | Touch off                                                                                 | UNSER        |
| 35  | 16 de octubre    | 2019        | Rob the Frontier                                                                          | UNSER        |
| 36  | 4 de marzo       | 2020        | As one                                                                                    | 30           |
| 37  | 10 de marzo      | 2021        | Hourglass                                                                                 | 30           |
| 38  | 2 de junio       | 2021        | Namely                                                                                    | 30           |
| 39  | 9 de septiembre  | 2021        | Raichoue/Soul                                                                             | 30           |
| 40  | 24 de noviembre  | 2021        | Avalanche                                                                                 | 30           |

### Álbumes
1. TIMELESS (15 de febrero, 2006)
2. BUGRIGHT (21 de febrero, 2007)
3. PROGLUTION (16 de enero, 2008)
4. AwakEVE (18 de febrero, 2009)
5. LAST (14 de abril, 2010)
6. Life 6 SENSE (1 de junio, 2011)
7. THE ONE (28 de noviembre, 2012)
8. Ø CHOIR (2 de julio, 2014)
9. TYCOON (2 de agosto, 2017).

### Best Álbumes
1. Neo SOUND BEST (9 de diciembre, 2009)

### DVD
1. LIVE at SHIBUYA-AX (from Timeless TOUR 2006) (20 de diciembre, 2006)
2. PROGLUTION TOUR 2008 (1 de octubre, 2008)
3. UVERworld 2008 Premium LIVE at Nippon Budōkan (日本武道館) (29 de abril, 2009)
4. AwakEVE TOUR 09 (30 de setiembre, 2009)
5. Uverworld Video Complete: Act.1 First 5 Years (7 de julio, 2010)
6. Last Tour Final at Tokyo Dome (6 de julio, 2011)
7. UVERworld Yokohama Arena [2012.07.08] (30 de enero, 2013)
8. UVERworld DOCUMENTARY THE SONG (17 de abril, 2013)
9. UVERworld King's Parade [2013.02.28] (6 de noviembre, 2013)
10. UVERworld King's Parade at Nippon Budokan [2013.12.26] (24 de septiembre 2014)

## Trabajos en animes
1. D-tecnolife: OP 2 de Bleach
2. Colors of the Heart: OP 3 de Blood+
3. Endscape: OP 1 de Toward the Terra
4. Gekidou: OP 4 de D.Gray-man
5. Hakanaku mo Towa no Kanashi: OP 1 de la Segunda Temporada de Gundam 00
6. Qualia: ED de la película de Gundam 00 -A wakening of the Trailblazer-
7. Core Pride: OP de la serie anime Ao no Exorcist (Blue Exorcist)
8. REVERSI: ED de la película de Ao no Exorcist (Blue Exorcist)
9. Fight For Liberty: OP 2 de la serie anime Space Battleship Yamato (Versión TV)
10. Boku no Kotoba de wa nai, Kore wa Bokutachi no Kotoba: OP 1 de la serie anime Arslan Senki (Versión TV)
11. WE ARE GO: OP 1 de la serie anime Puzzle & Dragons
12. Itteki no Eikyō: OP de la serie Ao no Exorcist: Kyoto Fujōō Hen
13. ODD FUTURE: OP 4 de la serie Boku no Hero Academia (OP 1 - Temporada 3)
14. Touch off: OP de la serie The Promised Neverland (Yakusoku no Neverland)
15. Rob the Frontier: OP 6 de la serie Nanatsu no Taizai: Wrath Of The Gods (OP 1 - Temporada 3)
16. NAMELY: ED 9 de la serie Nanatsu no Taizai: Fundo no Shinpan (ED 2 - Temporada 4)

## Trabajos en otras categorías
1. Shamrock: Drama DANDORI DANCE DRILL
2. ～流れ・空虚・THIS WORD～(D.N.version): Álbum Death Note Tribute
3. Kanashimi wa kitto (哀しみはきっと) A little Princess 小公女セイラ
4. Arubeki Katachi (在る べき 形) MARCHING—明日へ—

## Fansites que se encargan de las actualizaciones oficiales de UVERworld
- UVERandom; Fansite Internacional. Idioma principal: Español e inglés.
- UVERworld Philippines; Fansite de Filipinas. Idioma principal: Inglés.
- UVERworld Thai Crew; Fansite Tailandés.

- Datos: Q862588